# Kanton Fournels
Fournels is een voormalig kanton van het Franse departement Lozère dat deel uitmaakte van het arrondissement Mende. Het kanton werd op 22 maart 2015 opgeheven, waarop de gemeenten werden opgenomen in het kanton Aumont-Aubrac.

## Gemeenten

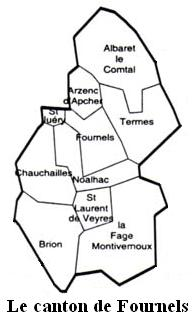
Ligging van gemeenten in het kanton

Het kanton Fournels omvat de volgende gemeente:
- Albaret-le-Comtal
- Arzenc-d'Apcher
- Brion
- Chauchailles
- La Fage-Montivernoux
- Fournels (hoofdplaats)
- Noalhac
- Saint-Juéry
- Saint-Laurent-de-Veyrès
- Termes